# 1955 في اليونان
فيما يلي قوائم الأحداث التي وقعت خلال عام 1955 في اليونان.

## سياسة

### تعيين في المنصب
- 6 أكتوبر – قسطنطين كرامنليس رئيس وزراء اليونان.

## مواليد

### يناير
- 8 يناير – سبيروس ليفاثينوس لاعب كرة قدم يوناني.

### نوفمبر
- 13 نوفمبر – سوتيريس ساكيلاريو
- 23 نوفمبر – دينوس كويس لاعب كرة قدم يوناني.

## وفيات

### يناير
- 11 يناير – إليزابيث أميرة اليونان والدنمارك (مواليد 1904)